# María Svolou
María Svolou (en griego: Μαρία Σβώλου; nacida Desypri; Atenas, c. 1892 - 3 de junio de 1976) fue una feminista y líder socialista griega.

## Biografía
María Desypri nació alrededor de 1892 en Atenas, entonces capital del Reino de Grecia. Hija de Jorge Desypros y su mujer, fue una de las cuatro hijas del matrimonio que vivió dos años en El Pireo. Se mudó junto a su familia a Larisa, donde estudió y se graduó en la Arsakeio (un tipo de escuela organizada por la «Sociedad de los Amigos de la Educación», en griego: Φιλεκπαιδευτική Εταιρεία, romanizado: Philekpaideutikē Etaireía) de Larisa en 1907. Tras la muerte de su padre en 1915, la familia regresó a Atenas. Recibió un certificado de filología francesa en 1916 y una licencia para enseñar francés en el sistema educativo público y eclesiástico heleno en 1919.
En 1923 se casó con el futuro Presidente del Comité Político de Liberación Nacional (primer ministro griego durante la Ocupación de Grecia por las Fuerzas del Eje), Alexandros Svolos, cambiando su apellido de Desypri a Svolou.
María Svolou fue activa en el movimiento de mujeres en Grecia desde una edad temprana. Como secretaria de la Liga por los Derechos de la Mujer (en griego: Σύνδεσμος για τα Δικαιώματα της Γυναίκας), establecida por ella misma junto con Avra Theodoropoulou, Agni Roussopoulos y otras feministas, defendió la creación de escuelas nocturnas para mujeres trabajadoras y luchó contra la prostitución (en especial contra la derivada de la trata de personas). Escribió artículos en favor de las mujeres de Grecia y de la equidad en el país.
Laboralmente, trabajó como inspectora del Ministerio de Economía y utilizó su posición para hacer foco sobre la situación de las trabajadoras pobres y sus infraviviendas.
Svolou estuvo inmersa en la política de 1911 a 1936 siguiendo especialmente políticas de tendencia liberal de la época y del pacifismo. Fue editora de la revista Liga de la Lucha de la Mujer (en griego: Ο Αγώνας της Γυναίκας). Fue exiliada de Grecia de 1936 a 1940 por el dictador Ioannis Metaxás copntrario tanto a los postulados feministas que ella defendía como a las posturas socialistas que defendía su marido.
La creencia de Svolou era que la igualdad de género solo podría alcanzarse a través de un cambio social que moviese sus propios fundamentos como Sociedad. Volvió a Grecia en 1940 y se presentó voluntaria en la guerra greco-italiana como enfermera. Más tarde organizó junto a la Cruz Roja comidas para los niños durante la ocupación de Grecia por las Fuerzas del Eje.
Svolou se unió al Ejército Popular de Liberación Nacional del EAM y fue elegida miembro del Consejo Nacional, al tiempo que su marido era electo presidente del Comité Político de Liberación Nacional dirigido por el EAM. Estas cercanías con las estructuras controladas por el Partido Comunista griego, hizo que se les tachara de simpatizantes de los comunistas y fueran nuevamente exiliados en 1948, durante la guerra civil griega.
A su vuelta al país, se presentó a las elecciones por la Izquierda Democrática Unida, consiguiendo escaño en las elecciones de 1958 y en las de 1961. También fue parte del Comité Central de su partido.
María Svolou murió en 1976 en la actual República Helénica tras la dictadura de los Coroneles y fue enterrada en el Primer cementerio de Atenas.